# Маурицио Кели
Маурицио Кели е италиански инженер, офицер от италианските ВВС, астронавт на ЕКА и ветеран от един космически полет.

## Биография
Роден е на 4 май 1959 г. в Модена, приет и завършва Академията на италианските ВВС като тест-пилот. Учи геофизика в Римския университет „Ла Сапиенца“. Получава магистърска степен по космическо инженерство от Университета в Хюстън. След това той се обучават с ВВС на САЩ и е избран като кандидат-астронавт от Европейската космическа агенция през 1992 г. Той има ранг на подполковник в италианските ВВС.
В космоса прави един космически полет на борда на Колумбия, полет STS-75 през 1996 г. като специалист на мисията.
През същата година той се присъединява към Alenia Aeronautica, а две години по-късно той става главен тест-пилот на бойни самолети. Последната му програма за изпитване е за Eurofighter Typhoon.
Маурицио Кели има повече от 4500 летателни часа на повече от 50 различни типове самолети.
Той е женен за Мариане Меркес, с която са избрани заедно за астронавти на ЕКА в една и съща група.